# Thelymitra dentata
Thelymitra dentata är en orkidéart som beskrevs av Lucy Beatrice Moore. Thelymitra dentata ingår i släktet Thelymitra och familjen orkidéer. Inga underarter finns listade i Catalogue of Life.